# Timios Prodromos (Mesa Gitonia)
Timios Prodromos (griechisch Τίμιος Πρόδρομος) ist ein Stadtteil der Gemeinde und Stadt Mesa Gitonia im Bezirk Limassol auf Zypern.

## Geografie

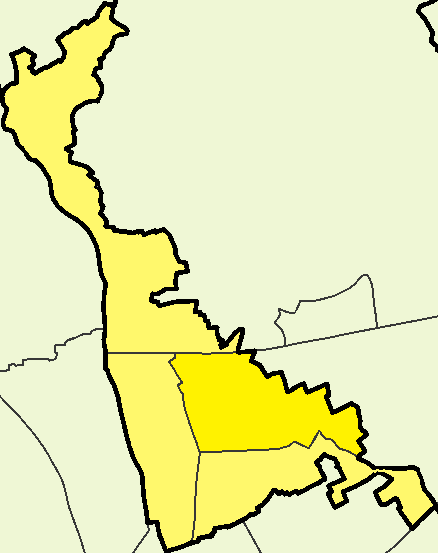
Lage in Mesa Gitonia

Timios Prodromos ist ein östlicher Stadtteil von Mesa Gitonia. Im Süden grenzt es an den Stadtteil Chalkoutsa, im Osten an die Stadt Agios Athanasios, im Norden an den Stadtteil Panthea und im Westen an den Stadtteil Kontovathkia. An der Grenze im Norden des Stadtteils verläuft die A1, die von Timios Prodromos nach Osten und Westen verläuft. Im Süden verläuft die B6.

## Bevölkerung
Bei der letzten Bevölkerungszählung im Jahr 2011 wurden 3.769 Einwohner in Timios Prodromos gezählt, und in Mesa Gitonia insgesamt 14.477.